# Anton Kokorin
Anton Sergejevitj Kokorin (ryska: Антон Сергеевич Кокорин), född den 5 april 1987 i Tasjkent i Uzbekiska SSR, är en rysk friidrottare som tävlar på 400 meter. 
Kokorin deltog vid olympiska sommarspelen 2008 där han ingick i det ryska stafettlag på 4 x 400 meter som slutade på tredje plats. 

## Personliga rekord
- 400 meter - 45,77